# Kliper (vesoljsko plovilo)
Kliper (rusko Клипер - kliper, hitra jadrnica (brzojadrnica)) je bilo prototipno rusko vesoljsko plovilo, načrtovano da bo delovalo kot raketoplan (MTKK - večkratna transportna vesoljska ladja), in ki bi nasledilo vesoljsko ladjo Sojuz. Program vodi Ruska zvezna vesoljska agencija (Roskosmos, nekdanja RKA). Največ možnosti ima predlog korporacije RKK »Energija«, ki se je začel leta 2000. Tudi drugi dve družbi GKNPC Hruničev in NPO »Molnija« sta oddali svoja predloga Vesoljski agenciji.
Projekt, v katerem naj bi poleg ruske vesoljske agencije sodelovala tudi Evropska vesoljska agencija, je zaradi pomanjkanja financiranja zamrznjen od leta 2006.

## Osnovne značilnosti
Kliper bi imel maso 13 t, kar je skoraj dvakrat več od Sojuza, v vesoljski prostor pa ga bi ponesla nova ruska raketa nosilka Angara-A3. Predvidoma ga bi uporabljali deset let (25 poletov). Bivalni odsek, ki je podoben Sojuzovemu, pogonski odsek in reševalne rakete bi bili uporabni le za en polet. Na MVP bi služil kot reševalno plovilo. Na njej bi lahko ostal do leto dni. Razvoj je odvisen od financiranja s strani države. Prvi brezpilotni preskusni polet je bil predviden za leto 2010/2011, s posadko pa za leto 2012. Trenutno program ni dejaven, ker se je Ruska zvezna vesoljska agencija odločila, da bo nadaljevala z uporabo in posodabljanjem plovila Sojuz TMA in ker je v dogovorih z ESO o skupnem razvoju novega plovila.
Kliper bi bilo vesoljsko letalo z malimi krili, ki se bo vračalo v Zemljino ozračje pod malim kotom, kar bi omogočalo manjše obremenitve na plovilo in posadko kot pri Sojuzih. Čolniček bi imel do šest članov posadke. Kliper je tudi zamišljen kot modul za posadko na daljših odpravah proti Luni in Marsu.

## Razvoj
V 1990. so posodobili Sojuz (Sojuz TMM, Sojuz TMS). V drugi polovici 1990. je vodilni aerodinamik RKK Rešetin predlagal novo plovilo, vmesno različico med krilatim raketoplanom in balistično kapsulo Sojuza. V okviru NIOKR so raziskali aerodinamiko plovila, njegov model pa so preskusili v aerodinamičnem tunelu.